# Teléfono rojo

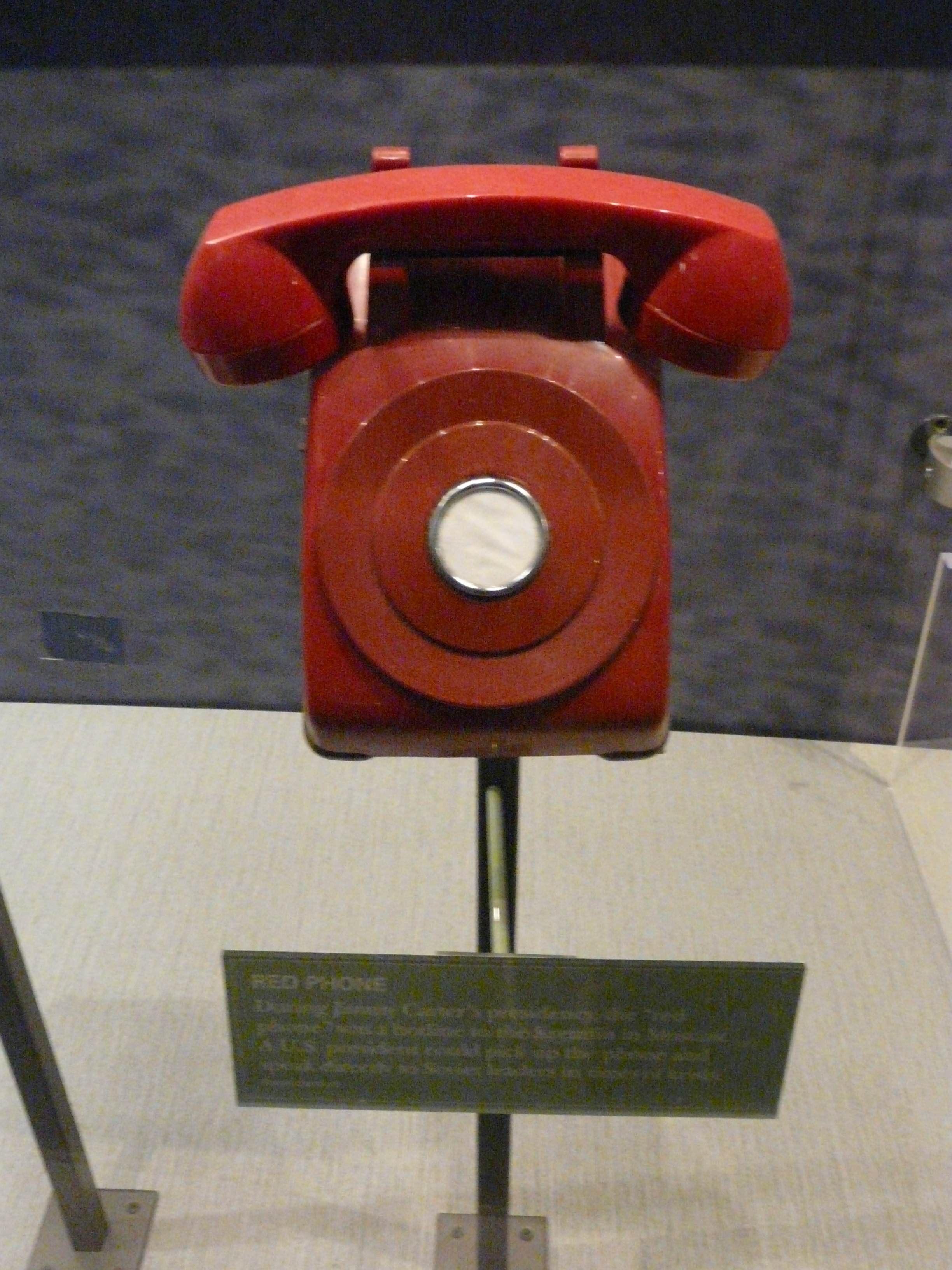
Un «teléfono rojo» sin marcación que se exhibe en la Biblioteca y Museo Jimmy Carter. Este teléfono es en realidad un accesorio utilizado para representar la línea directa entre Washington y Moscú; la línea en realidad no involucra una línea telefónica.

El «teléfono rojo»  es una línea directa de comunicación entre la Unión Soviética y los Estados Unidos. El 20 de junio de 1963 fue cuando se fundó la línea directa Moscú-Washington, que sigue vigente en la actualidad. La Guerra Fría entre Estados Unidos y la Unión Soviética estuvo, en varias ocasiones, a punto de convertirse en una guerra nuclear por la falta de comunicación entre ambos países. La crisis de los misiles en Cuba habría sido el detonante perfecto para el estallido de esta, pues durante las doce horas que tardó en ser decodificado el mensaje de Jruschov, podría haberse desatado una tragedia. Pero, a pesar de los conflictos diplomáticos y las guerras indirectas que se llevaron a cabo entre ambos estados, Washington y Moscú contaban con una vía de comunicación directa, lo que popularmente se conoce como el «Teléfono Rojo».
El «teléfono rojo» fue un término periodístico, pues la primera versión de este era una línea de teletipo y lejos estaba de ser rojo; el color se lo pusieron para indicar el carácter de urgencia (y no porque sea el color asociado al comunismo). Según David Kahn (The Codebreakers, 1967), se rechazó el uso de un teléfono por razones técnicas y políticas: la diplomacia telefónica era adecuada entre aliados, pero peligrosa entre adversarios y en situaciones de crisis. El télex evitaba malentendidos e improvisaciones. Para que las traducciones no se fueran de contexto, se decidió establecer una primera fase de comunicación escrita, donde los emisores lo redactaran en su lengua y se tradujera al receptor en su idioma. Con esta idea, se tendió una línea dúplex de comunicación por cable que realizaría la ruta Washington D. C. – Londres – Copenhague – Estocolmo – Helsinki – Moscú y estaría secundada por un enlace de radio Washington D. C. – Tánger – Moscú, donde, lógicamente, se enviarían comunicaciones cifradas.
Las actualizaciones de esta línea no tardaron en llegar y el cable transatlántico submarino se convirtió en secundario. El 30 de septiembre de 1971 (8 años después del nacimiento de dicha línea), se agregaron dos canales de comunicación por vía satélite. En mayo de 1983, se propuso una comunicación vía fax, que no entró en vigor hasta dos años más tarde. Desde 2008, la línea directa Moscú-Washington ha sido un enlace informático seguro a través del cual se intercambian mensajes mediante una forma segura de correo electrónico.
Han sido varios los conflictos que se pueden asociar con el teléfono rojo después de la Crisis de los Misiles: la guerra de los Seis Días, en 1967; la guerra indo-pakistaní, en 1971; la guerra del Yom Kippur, en 1973, o la invasión de Afganistán por la Unión Soviética.
Hoy en día, varios países poseen una vía de comunicación semejante, como Estados Unidos y China o India y Pakistán.